# ディクリー
ディクリー（英: decree）とは、法の一態様である。通常は国家元首（共和制国家においては大統領、君主制国家においては君主など）によって発せられる、法的拘束力を有する法源であるが、その意味するところは国により異なる。アメリカ合衆国大統領により発せられる大統領令はディクリーの一種である（ただし、ディクリーは必ずしも「命令」ではない。）。

## 各法域におけるディクリー

### ベルギー
ベルギーにおいては、ディクリーは地方議会が制定する法を意味する。

### フランス
フランス語においてディクリーに相当するデクレ（仏: décret）という語は、フランス語における古い法律用語であり、フランスの大統領または首相により発せられる命令を意味する。憲法または民法に反するものであってはならず、当事者はフランス国務院（最高裁判所に相当）においてその無効を争うことができる。命令が制定法として認められるためには、国会により承認を受けなければならない。 デクレ法（仏: décret-loi）と呼ばれる特別の命令は、第三共和国および第四共和国体制下において違法と考えられていたが、1958年憲法によってついに廃止され、規則に置き換えられた。
大統領による権限の留保（1958年憲法第16条。これまでに発動されたことは1回しかない。）を除き、フランス当局がデクレを発することができるのは、憲法が国会に権限を認め、かつ法が権限を認めた範囲に限られる。これに反すれば命令は違法となり、無効の訴えがあった場合には国務院は当該命令を無効とする判決を下すことになる。を発することができない領域においては首相がオルドナンスを発することもできるが、この手続においては国会の明示的な同意を要する（1958年憲法第38条）。
首相が発するデクレには以下の2つの形態がありうる。
- 単純デクレ（仏: décrets simples）
- 国務院デクレ（仏: décrets en Conseil d'État）：制定法により国務院への諮問が義務付けられた場合。

国務院デクレ（décrets en Conseil d'État ）は「国務院のデクレ（décrets du Conseil d'État.）」、すなわち国務院が発するものであるとの誤解を受けやすい。しかし、デクレを発する権限はあくまで大統領または首相が有しているのであり、行政上の国務院の役割は純粋に諮問的なものに留まる。
デクレは以下のようにも分類可能である。
- 規則。さらに以下のように分類可能である。
  - 施行デクレ（décrets d'application）：それぞれが少なくとも1つの制定法による特別の授権を要し、当該制定法の施行条件について定めるものでなければならない。委任立法であり、おおむね英国法における行政委任立法に相当する。
  - 独立規則（règlements autonomes）：憲法により制定法（立法府による審査を経たもの）に授権されていない領域に限る。この場合は一次法（英語版）となる。
- 特定の施策に関するもの。例えば、高級公務員の任用に関する事項など。

規制的なデクレまたは施行デクレは首相のみが発しうる。大統領デクレは、一般的に任用的なものか例外的なものに限られている。例えば、国民議会の解散と次期議会の選挙の実施など、法により大統領デクレが義務付けられている分野に限られる。
デクレは官報によって公布される。

### カトリック教会
カトリック教会のカノン法におけるディクリー（ラテン語: decretum、教令とも）には複数の意味がある。教皇勅書、教皇書簡または自発教令は、教皇の立法行為であるがゆえに教令にあたる（極めて古典的な用語法である）。ローマ教皇庁の省は、かつてその個別の管轄に属する事項について教令を発する権限を正式に認められていたが、1917年、ベネディクトゥス15世によりこれを禁じられた。 各教会管区と教区は、定例の教会会議において、その権限に属する範囲内で教令を発することができる。
一般的には、公会議により公布された全ての文書は教令と呼ばれうる。このような文書のうち一定のものは、第二バチカン公会議においては、憲章（constitution）または宣言（declaration）と呼ばれる。
1983年教会法典は、第29条において教令に関する定義を置いている。

### イタリア
イタリア憲法第77条には以下のような規定がある。
政府は，両院からの委任なくしては一般法律と同等の効力を持つ緊急政令を公布することはできない。特別な必要性，緊急性がある場合，政府は，自らの責任において，法律効力を持つ暫定措置を採択する。但し政府はこれを法律に変更するため，即日に両院に提出しなければならない。両院は，解散後であっても，所定の招集により，5日以内に審議のため会合を開く。

緊急政令は，公布日から60日以内に法律に変更されなければ，公布日に遡り失効する。両院は，法律に変更されなかった緊急政令に基づいて生じた法的関係を，法律により規制することができる。
60日間の有効期間は直ちに生じ、この間権利や期待の根幹は不安定となる。特に、法律への転換が行われない場合は顕著となる。

### イラン

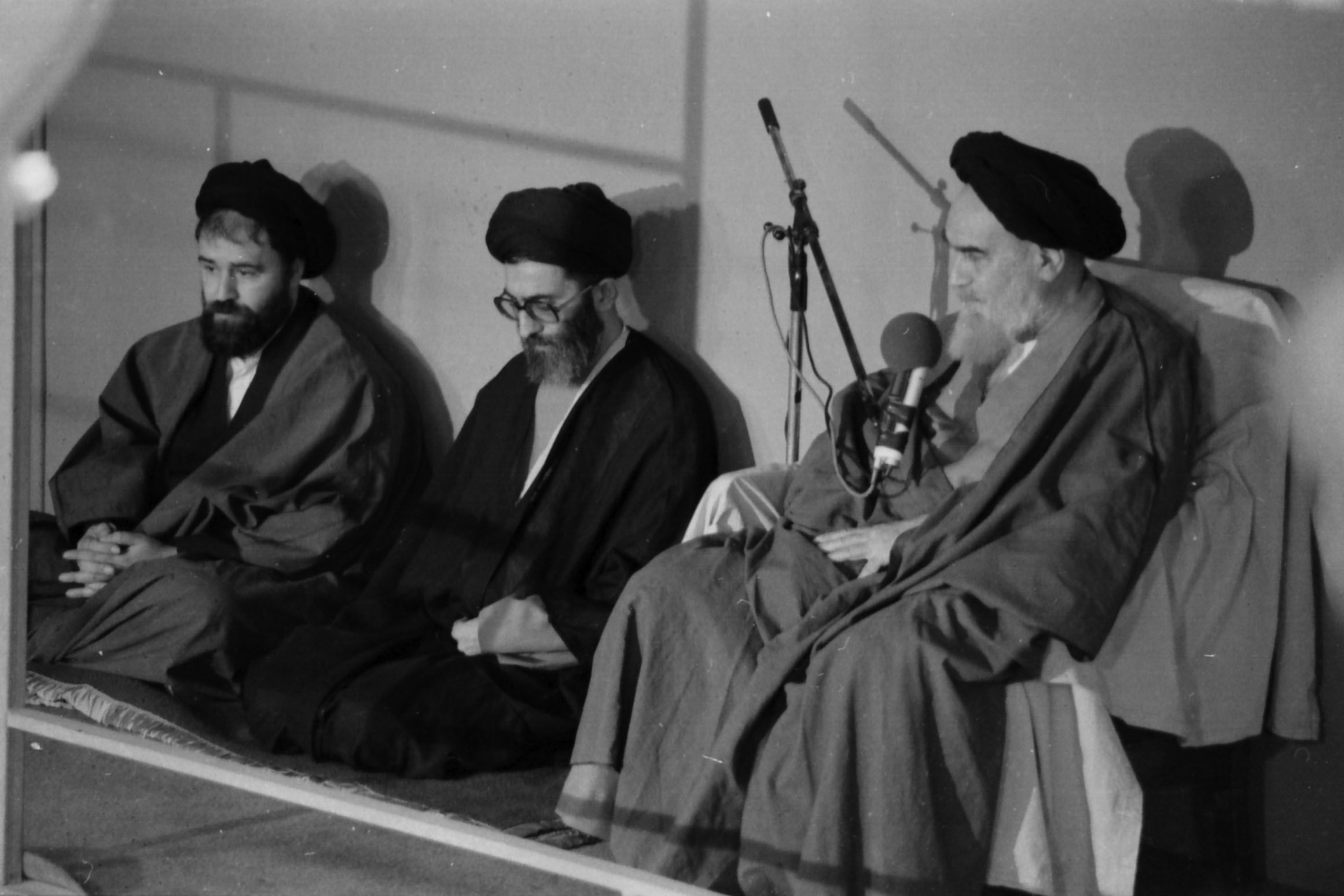
1981年10月9日、テヘランのジャマランにおいてアリー・ハーメネイーの大統領令に署名するイランの最高指導者ルーホッラー・ホメイニー

イラン・イスラーム共和国憲法第110条によれば、最高指導者が同国の政策全般を決定するものとされている。

### ロシア
ロシア革命後、政府により公布された文書は広くデクレット（露: декрет, dekret）またはukazと呼ばれており、いずれもディクリーと訳される。
1993年ロシア連邦憲法によれば、ukazとは大統領令を意味する。ukazには法的拘束力があるが、ロシア憲法または既存の法律による規制を置き換えることはできず、またロシア連邦議会が定めた法が優越する。
ロシア連邦政府は決定（露: Постановления）または命令（露: Распоряжения）と呼ばれるディクリーを発することもできるが、憲法、法または大統領令に抵触する内容は認められない。

### サウジアラビア
サウジアラビアにおいては、勅令（Royal decree）が法源となる。

### スペイン
スペインにおいては、以下のように複数の種類のディクリーが存在する。
- 勅令（政令とも）
- 勅令法（政令法とも）（英語版）
- 立法勅令（英語版）

### トルコ
1982年憲法第107条に規定されている。最も重要な修正として、法律第6771号による大統領令に関する修正がある。

### イギリス
イギリスにおいては枢密院勅令があるが、これは国王の大権を正統性の基礎とし枢密院により公布される一次立法か、議会による法律その他の立法を正統性の根拠とし大臣により公布される二次立法かのいずれかに該当する。双方共に司法審査の対象となるが、前者には若干の例外がある。

### アメリカ
アメリカにおける法律用語としては、19世紀から20世紀初頭にかけて、衡平と善に照らして訴訟当事者の権利を定める衡平法裁判所の命令がディクリーと呼ばれていた。
1938年に衡平法に関する裁判手続と法律に関する裁判手続が連邦民事訴訟規則のもと一元化されて以来、コモンローにおけるものと同旨の「判決（英: judgement）」の語がディクリーを一般的に置き換えた。現在においてはほとんどの州裁判所においても同様となっている。ディクリーの語は、判決の同義語として広く扱われている。
ディクリーは裁判所の最終判断であることが多かったが、中間判決としてのディクリーも存在した。最終ディクリーは、対象となる訴訟における争点の全てを決定し、当該訴訟の全てを終結させるものであり、その後にいかなる法的手続も必要としない（上訴は可能である）。中間ディクリーは、終局的でなく、訴訟に関する全体的な判断でない、仮のまたは先決的なディクリーであり、最終ディクリーを発する前にさらなる法的手続が必要となるものである。通常は上訴は認められないが、連邦裁判所による仮処分については中間ディクリーであっても上訴が可能である。
アメリカ大統領による政府機関への指示である大統領令は、一般的な意味において法的効力を有するディクリーであるが、制定法または憲法に優越することはなく、司法審査の対象となる。各州の知事も州知事令を発することができる。

## その他の用例
法域によっては、裁判官による裁判所命令がディクリーと呼ばれることがある（例：離婚ディクリー）。